# Kobczyk amurski
Kobczyk amurski (Falco amurensis) – gatunek średniej wielkości ptaka drapieżnego z rodziny sokołowatych (Falconidae). Gnieździ się w południowo-wschodniej Syberii i północno-wschodnich Chinach, a zimuje w Afryce Południowej. Żywi się głównie owadami, takimi jak termity.

## Charakterystyka
Samce mają charakterystyczne ciemne szarobrązowe pióra, co może powodować pomyłki w oznaczaniu z melanistyczną (o czarnym fenotypie) formą jastrzębiaka małego. Łatwo zauważalną różnicą jest jednak kasztanowy dziób. Kobczyk amurski wykazuje też przy pobieżnym spojrzeniu podobieństwo do sokoła śniadego i pustułki ciemnej, ale oba gatunki mają żółtą woskówkę i nogi. Samiec różni się od kobczyka Falco vespertinus białymi pokrywami podskrzydłowymi (u kobczyka są w całości szare).
Rozróżnienie samic sprawia więcej problemów ze względu na dłuższą listę sokołów o podobnym wzorze na głowie. Szara barwa na wierzchołku głowy od razu wyklucza kobczyka Falco vespertinus. Dostrzec też można paskowanie w dolnej części brzucha. Czerwona woskówka i nogi są kolejną cechą, która eliminuje pomylenie ptaka z innymi sokołami.
Czerwone nogi u osobników młodocianych zawężają identyfikację do kobczyka amurskiego i zwyczajnego. Ciemniejsza czapeczka i brak barwy płowożółtej w ubarwieniu aż po brzuch wykluczają zachodnią odmianę kobczyka Falco vespertinus. Samice i osobniki młodociane nie mają płowożółtych piór na pokrywach podskrzydłowych, które są obecne u kobczyka Falco vespertinus.

## Systematyka
Jest to gatunek monotypowy.
Długo zastanawiano się nad tym, czy to podgatunek lub jedynie przejaw polimorfizmu kobczyka Falco vespertinus, ale obecnie uważa się jego pozycję za dość odmienną od tego gatunku. Jednakże nie zmienia to faktu, że kobczyk jest najbliższym krewnym kobczyka amurskiego. Jego pokrewieństwo z innymi sokołami nie jest dotąd dobrze wyjaśnione. Pod względem morfologii wyglądają na gatunek pośredni pomiędzy pustułkami a kobuzem, a dane z sekwencjonowania DNA nie wniosą w tym względzie bardziej szczegółowych informacji, gdyż brakuje próbkowania przeprowadzonego na szeroką skalę.

Możliwe, że taksonomicznie są bliższe drzemlikowi niż innym żyjącym sokołom lub, ogólniej ujmując, spokrewnione są z tymi gatunkami i amerykańskimi sokołami, jak pustułka amerykańska i sokół rdzawobrewy.

## Występowanie
Areał występowania znajduje się na terenach leżących na wschód od rewirów kobczyka zwyczajnego, ale prawdopodobnie terytoria obu gatunków nie pokrywają się nigdzie. Ptak rozmnaża się na obszarach na wschód od Bajkału po Pacyfik. Główne lęgowiska znajdują się w północnym i południowym biegu rzeki Amur, w północno-wschodniej Mongolii, na południe do chińskiej prowincji Shaanxi i na wschód od Anhui. Dokonano obserwacji ptaka w północnej części Gór Stanowych. Południowa granica dochodzi do północnej części Korei Północnej, ale ptaki widywane były (być może nadal są tam ich zimowiska) nawet w stanie Asam w północno-wschodnich Indiach (być może osobniki, które zboczyły ze szlaków migracyjnych).

## Pożywienie
Dieta tego drapieżnego ptaka i metody polowania nie są jeszcze dostatecznie zbadane, ale zakłada się, że nie różnią się znacząco od tych stosowanych przez kobczyka zwyczajnego (F. vespertinus). Dorosłe ptaki polują głównie na owady, takie jak świerszcze, koniki polne i chrząszcze. Czasami łowią małe ptaki, ssaki, takie jak myszoskoczki lub myszy, poza tym rzadziej płazy i gady. Młode są karmione niemal wyłącznie kręgowcami. Na zimowiskach łapie różne owady, zwłaszcza termity, mrówki i koniki polne.
Kobczyk amurski poluje głównie z zasiadki na drzewach, słupach, często na liniach energetycznych i chwyta swe ofiary na ziemi. Mogą też obserwować zdobycz w locie i lotem nurkowym spadają na nią. Główne okresy aktywności przypadają na wczesny ranek i późne popołudnie, czasem łowy trwają do późnego zmierzchu. Poluje często w małych grupach, również z innymi gatunkami, takimi jak kraskówki azjatyckie oraz południowoazjatyckie i australijskie kraski.

## Okres lęgowy

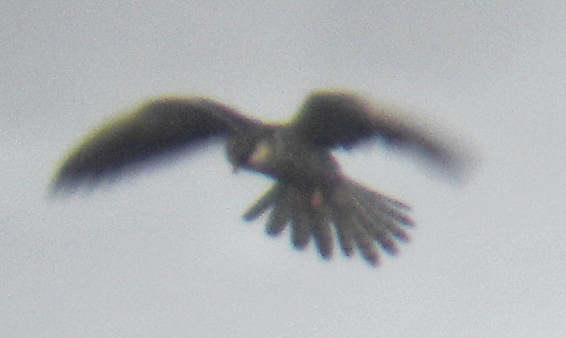
Kobczyk amurski w trakcie polowania

Biologia rozrodu tego gatunku kobczyka jest słabo poznana. Gnieździ się w opuszczonych gniazdach innych gatunków ptaków, zwłaszcza wron (na przykład wschodnich podgatunków gawronów Corvus frugilegus pastinator) i ptaków drapieżnych, czasem w szczelinach drzew. Kolonie lęgowe są znacznie mniejsze w porównaniu z kobczykiem Falco vespertinus. Często lęgną się osobno.
Lęg składa się z trzech do czterech, w wyjątkowych przypadkach sześciu, jaj. Okres wysiadywania wynosi prawdopodobnie 28 do 30 dni. Po około miesiącu młode są w pełni rozwinięte.

## Status i zagrożenia
Międzynarodowa Unia Ochrony Przyrody (IUCN) uznaje kobczyka amurskiego za gatunek najmniejszej troski (LC – least concern) nieprzerwanie od 1988 roku. Trend liczebności populacji uznaje się za stabilny. Dokładne dane dotyczące liczebności nie są znane. Światową populację kobczyka amurskiego szacuje się na ponad 100 000 par lęgowych. Zagraża mu niszczenie naturalnych siedlisk, zwłaszcza na obszarach użytkowanych rolniczo. Na zimowiskach źle znosi obecne tam co jakiś czas plagi szarańczy, które uszczuplają jego zasoby pokarmowe.